# Instituto Médio Politécnico Alda Lara
O Instituto Médio Politécnico Alda Lara (IMPAL), é uma escola de  ensino médio-técnico angolana localizado no município da Ingombota, na província de Luanda. O instituto é de propriedade do Ministério da Educação de Angola. 
O nome referido é uma homenagem referida a escritora angolana Alda Lara, que também foi uma das grandes ativistas pela independência do país.
É a maior escola pública do país, sendo também uma das maiores escolas do continente africano.

## História
Após o fim da Guerra Civil Angolana o governo central estudava maneiras de reconstruir as escolas, o Ministério da Educação angolano criou o programa Reforma do Ensino Técnico Profissional (RETEP), que consistia na recuperação/criação de escolas de ensino médio técnico em todo o país.
O IMPAL foi fundado na década de 1990, mas somente veio consolidar-se em 28 de fevereiro de 2002, quando ganhou estrutura própria, passando por uma reinauguração.
Em 2000 concluiu seu primeiro ciclo de formação contínua de professores, repetindo a classe em 2004

## Cursos
No IMPAL, são ministradas as aulas dos dos seguintes cursos técnicos: 
- Construção Civil:
  - Desenhador Projectista;
  - Técnico de Obras;
- Informática:
- Técnico de Informática;
- Electricidade:
- Técnico de Energia e Instalações Eléctricas.

## Infraestrutura
O edifício do IMPAL é composto por:
- 22 salas normais de aula;
- 11 laboratórios;
- 1 Biblioteca[6];
- 2 ginásios com balneários;
- 1 refeitório;
- 1 parque de estacionamento de viaturas.

Além desses, há outros espaços administrativos, de suporte e de vivência.

## Quadro de pessoal

### Docentes
Constituído por 142 professores (Sendo 119 masculinos e 23 femininos), de reconhecido nível académico e profissional preenchem o quadro de pessoal da escola.

### Discentes
A população discente, cerca de  6000 alunos de ambos os sexos, com idades compreendidas entre 14 a 45 anos de idade. Os estudos mínimos de entrada, á 10ª classe, frequentando os três turnos (Manhã, tarde e noite) os cursos de nível 3 pertencentes as áreas de formação do subsistema do ensino técnico profissional.

### Técnicos administrativos
Com 60 funcionários para serviços administrativo e auxiliares (sendo 26 masculinos e 34 femininos).